# 2004 OJ14
2004 OJ14, também escrito como 2004 OJ14, é um corpo menor que está localizado no disco disperso, uma região do Sistema Solar. Ele possui uma magnitude absoluta de 6,4 e tem um diâmetro estimado de cerca de 231 ou 315 km. O astrônomo Mike Brown lista este corpo celeste em sua página na internet como um candidato a possível planeta anão.

## Descoberta
2004 OJ14 foi descoberto no dia 17 de julho de 2004 pelo astrônomo Marc W. Buie.

## Órbita
A órbita de 2004 OJ14 tem uma excentricidade de 0,292 e possui um semieixo maior de 55,207 UA. O seu periélio leva o mesmo a uma distância de 39,102 UA em relação ao Sol e seu afélio a 71,313 UA.